# Mircea Cărtărescu
Mircea Cărtărescu (pronunciado en rumano: [ˈmirtʃe̯a kərtəˈresku]; Bucarest, 1 de junio de 1956) es un poeta, prosista, crítico literario, novelista y cuentista rumano. Está casado con la escritora rumana Ioana Nicolaie. Es considerado por la crítica literaria el más importante poeta rumano contemporáneo. Es conferenciante universitario, doctor en la Cátedra de Literatura Rumana de la Facultad de Letras de la Universidad de Bucarest.

## Biografía
Graduado del instituto "Dimitrie Cantemir" de Bucarest, siguió los cursos de la Facultad de Lengua y Literatura Rumana, dentro de la Universidad de Bucarest. En 1980 presentó su tesis de licenciatura, sobre el imaginario poético de la lírica eminesciana, que más tarde se convirtió en el volumen «Visul chimeric» ("El sueño quimérico"). En 1999 obtuvo su doctorado en literatura rumana, con una tesis acerca del Posmodernismo rumano, coordinada por Paul Cornea, y publicada en ese mismo año por la editorial Humanitas, con la cual el autor firmó un contrato de exclusividad. 

## Obra literaria
Debutó con poesía en el círculo literario Cenaclul de Luni, coordinado por el profesor Nicolae Manolescu, y en volumen en la antología «Aer cu diamante» ("Aire con diamantes"), pero leyó también prosa en el círculo literario de Ovid S. Crohmălniceanu, Junimea. De hecho publicó prosa en la antología Desant'83. Su primer volumen individual fue Faruri, vitrine, fotografii («Luces, escaparates, fotografías»), publicado por la editorial Cartea Românească en el año 1980. Continuó escribiendo versos, publicando varios volúmenes, de los cuales destacan Poeme de amor o Totul. 
Un proyecto único en su manera es El Levante (Editorial Impedimenta, 2015), una epopeya heroicómica que es también una aventura a través de la historia de la literatura rumana. La técnica fue utilizada también por el escritor irlandés James Joyce en el capítulo titulado "Los bueyes del sol", de su obra maestra Ulises. El escritor recicla todo los estilos poéticos, desde Dosoftei hasta Nichita Stănescu, logro único hasta ahora. Es un prosista de gran renombre que cultiva los límites entre la literatura onírica y la literatura fantástica, como en la novela Visul, El sueño, editado en castellano como Nostalgia (Editorial Impedimenta, 2012), cuyo prólogo lo constituye el pequeño relato Ruletistul, publicado en español bajo el nombre de El Ruletista (Editorial Impedimenta, 2010), y que incluye la nouvelle REM. Destaca asimismo la novela Lulu (Editorial Impedimenta, 2011), Premio de la Unión de Escritores Rumanos y Premio Aspro, así como el volumen de relatos autobiográficos Las Bellas Extranjeras (Editorial Impedimenta, 2013). En 2015, publica la extensa y totalizadora novela Solenoide, traducida al español por Marian Ochoa de Eribe y publicada por la Editorial Impedimenta en 2017. Uno de sus ambiciosos proyectos editoriales es la trilogía novelística Orbitor (Cegador en castellano), adquiere la forma metafórica de una mariposa y está considerada por la crítica su obra maestra hasta el momento. Contiene tres volúmenes, Aripa stângă (El ala izquierda, Editorial Impedimenta, 2018), Corpul (El cuerpo, Editorial Impedimenta, 2020) y Aripa dreaptă (El ala derecha, Editorial Impedimenta, 2021). Sus obras han sido traducidas al castellano, al inglés, al italiano, al francés, al polaco, al sueco, al búlgaro o al húngaro. En 2014 obtuvo el Premio Euskadi de Plata, concedido por el Gremio de Libreros de Guipúzcoa al mejor libro del año, por su obra Las bellas extranjeras, editado en castellano por Impedimenta.

## Premios
En su país ha ganado los premios literarios más prestigiosos: Premio de la Unión de Escritores Rumanos en 1980, 1990 y 1994 y el Premio de la Academia Rumana (1989) También ha sido finalista de importantes premios internacionales, como el Médicis o el de la Unión Latina. En 2013 ganó el Premio Tormenta al mejor libro extranjero por su novela Nostalgia (traducción de Marian Ochoa de Eribe).
En 2015, fue galardonado con el Premio Austriaco de Literatura Europea. En 2017 obtuvo el Premio Leteo por toda su obra, en León (España). En 2018 fue galardonado con el Premio Thomas Mann de Literatura y el Premio Formentor de las Letras. Fue el autor invitado a inaugurar la Feria del Libro de Madrid en 2018, pronunciando la conferencia inaugural titulada «La utopía de la lectura».
En 2022 recibió el Premio FIL de Literatura en Lenguas Romances 2022, "por su prosa imaginativa y deslumbrante". En 2023 se alzó con el premio a Mejor libro de ficción de Los Angeles Times en 2023 por la traducción al inglés de Solenoide. En 2024 recibió el Premio Literario de Dublín.

## Obra

### Ficción
- Desant '83 (volumen colectivo), Cartea Românească, 1983
- Visul, Cartea Românească・1989 - Premio de la Academia Rumana en 1989
- Nostalgia, edición integral del libro Visul, Humanitas 1993, Editorial Impedimenta, 2012, en que se incluye el relato Ruletistul (El Ruletista) - Editorial Impedimenta, 2010. Traducción de Marian Ochoa de Eribe. Premio de la Academia Rumana, 1989; Finalista del Premio de la Unión Latina, 1989; Finalista del Premio Medicis 1992; Premio Tormenta al mejor libro traducido al español del año.
- Travesti, novela, Humanitas, 1994, Premio de la Unión de los Escritores Rumanos y Premio ASPRO en 1994. Publicado en español con el título de Lulu (Editorial Impedimenta, 2011. Traducción de Marian Ochoa de Eribe).
- Enciclopedia zmeilor, Humanitas, 2005
- De ce iubim femeile, Humanitas, 2004, Por qué nos gustan las mujeres - Funambulista, 2006, en traducción de la versión alemana y no del original rumano.
- Frumoasele străine, Humanitas, 2010. Las Bellas Extranjeras - Editorial Impedimenta, 2013. Traducción de Marian Ochoa de Eribe. Premio Euskadi de Plata de Narrativa, 2014.
- Ochiul căprui al dragostei noastre, Humanitas, 2012. El ojo castaño de nuestro amor - Editorial Impedimenta, 2016. Traducción de Marian Ochoa de Eribe en una edición especialmente preparada para castellano por el autor.
- Solenoid, Humanitas, 2015. Solenoide - Editorial Impedimenta, 2017. Traducción de Marian Ochoa de Eribe
- Melancolia, Editorial Humanitas, Bucarest, 2019.
- Theodoros, Editorial Humanitas, Bucarest, 2022. Theodoros - Editorial Impedimenta, 2024. Traducción de Marian Ochoa de Eribe.

### La trilogíaOrbitor
1. Orbitor, Aripa stângă, Humanitas, 1996, El ala izquierda (Cegador, 1) - Editorial Impedimenta, 2018. Traducción de Marian Ochoa de Eribe. Anteriormente, Cegador - Funambulista, 2010, en traducción indirecta del francés (que estaba incompleta).
2. Orbitor, Corpul, Humanitas, 2002, El cuerpo (Cegador, 2) - Editorial Impedimenta, 2020. Traducción de Marian Ochoa de Eribe.
3. Orbitor, Aripa dreaptă, Humanitas, 2007, El ala derecha (Cegador, 3) - Editorial Impedimenta, 2022. Traducción de Marian Ochoa de Eribe.

### Poesía
- Faruri, vitrine, fotografii..., Cartea Românească, 1980 - Premio de la Unión de los Escritores Rumanos en 1980
- Poeme de amor, Cartea Românească, 1983
- Totul, Cartea Românească, 1985
- Levantul, Cartea Românească, 1990 - Premio de la Unión de los Escritores Rumanos en 1990. El Levante - Editorial Impedimenta, 2015. Traducción de Marian Ochoa de Eribe.
- Dragostea, Humanitas, 1994
- Dublu CD, Humanitas, 1998
- 50 de sonete de Mircea Cartarescu cu cincizeci de desene de Tudor Jebeleanu, Brumar, 2003

Inclusión en Antologías al español
■ El muro del silencio (Zidul Tăcerii). Edición de Angelica Lambru. Prólogo de Pedro J. de la Peña. Huerga y Fierro editores, 2007 ISBN 9788483746332
■ Poesía esencial. Editorial Impedimenta. 2021. Poemas seleccionados por el autor, edición bilingüe. Traducción a cargo de Marian Ochoa de Eribe y Eta Htrubaru. ISBN 978-84-18668-17-3

### Ensayo
- Visul chimeric, Litera, 1991
- Postmodernismul românesc, Humanitas, 1999
- Pururi tînăr, înfăşurat în pixeli, Humanitas, 2002
- Baroane, Humanitas, 2005

### Diario
- Jurnal I, 1990-1996, Humanitas, 2001
- Jurnal II, 1997-2003, Humanitas, 2005

### Audiobooks
- Parfumul aspru al ficţiunii, Editura Humanitas, 2003